# Fournier RF-01
Pour les articles homonymes, voir Fournier.
Le Fournier RF-01 est un avion-planeur monoplace français, monoplan à aile basse et train monotrace construit en bois.

## Historique
Pilote amateur, breveté mécanicien avion de l'École de formation des sous-officiers de l'armée de l'air, René Fournier était connu au début des années 1950 comme poète, violoniste, et surtout céramiste. À ce titre il avait été chargé de réaliser un Trophée pour récompenser la meilleure réalisation amateur du meeting du réseau du sport de l'air (RSA) de Montargis en août 1951. Or, à cette époque l’aviation sportive française était au plus bas, les avions disponibles étant le plus souvent inspirés des productions (allemandes) de guerre et relativement coûteux.
Fournier décida donc de réaliser son avion :

... mon avion, je le rêvais, ne serait pas comme les autres : ce serait un oiseau "voilier", un oiseau avec de longues ailes fines et pures; en un mot un avion de poète conçu pour planer, c'est-à-dire un "Avion-Planeur"!
Cet avion-planeur combinait un moteur de faible puissance d'origine automobile (donc économique) et de bonnes performances grâce à une aérodynamique très étudiée. Après avoir appris auprès de Barret de Nazaris la technique de la construction amateur en bois et toile, René Fournier travailla, plus par instinct que par calcul, sur un prototype aussi simple que possible mais d’une grande élégance.
La construction débuta dans l’atelier d’un ami forgeron, et s’acheva dans une blanchisserie abandonnée mise à sa disposition par le propriétaire d’un hôtel de la Côte d’Azur où René Fournier s’était installé fin 1957. Le RF-01 [immatriculé F-PJGX] effectua son premier vol sur l’aéroport de Cannes le 6 juillet 1960, piloté par Charles Fauvel, plus connu pour ses réalisations dans le domaine des ailes volantes.
Avec un moteur de 25 ch seulement le "Zero-Un" était un excellent appareil, et dans les mains de Bernard Chauvreau, un ami de René Fournier, il attira rapidement l’attention. Malheureusement Chauvreau commit une erreur de pilotage en virage à basse altitude à la fin d'une présentation sur le terrain de Dijon-Val Suzon en 1961, entraînant la perte du prototype. Heureusement pour le pilote, il survécut à des blessures assez légères.
À partir du RF-01 René Fournier développera toute une famille de motoplaneurs dont certains connaîtront un grand succès.

## Modèles dérivés
- Fournier RF-2, Fournier RF-3, Fournier RF-4, Fournier RF-7

## Liens
- Revue Aviasport, Nov 1960 : Rene Fournier RF-01 Monomoteur de tourisme.
- Club Fournier International, association de passionnés des avions René Fournier